# Cornova, Ungheni
Cornova este un sat din raionul Ungheni, Republica Moldova.

## Administrație și politică
Componența Consiliului local Cornova (9 consilieri), ales la 5 noiembrie 2023, este următoarea:
|  | Partid                                | Consilieri | Componență | Componență | Componență | Componență |
|  | ------------------------------------- | ---------- | ---------- | ---------- | ---------- | ---------- |
|  | Partidul Liberal Democrat din Moldova | 4          |            |            |            |            |
|  | Partidul Acțiune și Solidaritate      | 3          |            |            |            |            |
|  | Partidul Democrația Acasă             | 1          |            |            |            |            |
|  | Partidul Social Democrat European     | 1          |            |            |            |            |